# 倉林正次
倉林 正次（くらばやし しょうじ、1925年9月27日 - 2024年11月6日）は、日本の日本史学者・民俗学者。
専門は日本の儀礼文化全般・宮中祭祀・埼玉県内における民俗学を研究。文学博士（國學院大學）。日本における祭祀研究の第一人者。

## 経歴
埼玉県秩父郡皆野町出身。旧制埼玉県立熊谷中学校を経て、1950年國學院大學文学部日本文学科卒業、埼玉県神社庁職員、神社本庁職員を経て、1963年同大学院文学研究科日本文化専攻博士課程単位取得満期退学、同文学部専任講師、1970年に論題「饗宴の研究：文学編」で國學院大學にて文学博士号を取得した。同文学部助教授、同文学部教授。1968年西ドイツ・ボン大学客員教授(~1970年)。1981年儀礼文化学会理事長。1996年国学院短期大学4代学長。2001年同退任。國學院大學名誉教授。國學院大學大学院文学研究科兼任講師、神社本庁兼任講師。2002年勲三等瑞宝章受章。
2024年11月6日、満99歳で死去。

## 主要著書
- 『饗宴の研究』桜楓社　1965－1992
- 『埼玉県民俗芸能誌』錦正社　1970
- 『埼玉（日本の民俗　11巻）』第一法規　1972
- 『祭りの構造　饗宴と神事』日本放送出版協会　1975
- 『祭りの起源と展開』編集委員　名著出版　1978
- 『日本の祭り・心と形』主婦の友社　1979
- 『儀礼文化序説』大学教育社　1982
- 『天皇の祭りと民の祭り』第一法規　1983
- 『日本のまつりと年中行事事典』編著　桜楓社　1983
- 『冬から春へ　祭祀文化の基層を探る』桜楓社　1992
- 『祭りのこころ』おうふう　2002
- 『儀礼文化学の提唱 日本文化のカタチとココロ』おうふう　2011